# Gheorghe Jiboteanu
Gheorghe Jiboteanu (n. 1869, Cugir, județul Alba – d. 1932, Cugir, județul Alba) a fost un deputat în Marea Adunare Națională de la Alba Iulia , organismul legislativ reprezentativ al „tuturor românilor din Transilvania, Banat și Țara Ungurească”, cel care a adoptat hotărârea privind Unirea Transilvaniei cu România, la 1 decembrie 1918 :p. 209.

## Biografie
A urmat școala primară, iar mai târziu se remarcă drept participant în cadrul luptelor din Primul Război Mondial :p. 209.

## Activitatea politică
Ca deputat în Adunarea Națională din 1 decembrie 1918 a fost delegat al Cercului electoral Orăștie :p. 209.	